# تواوکولا

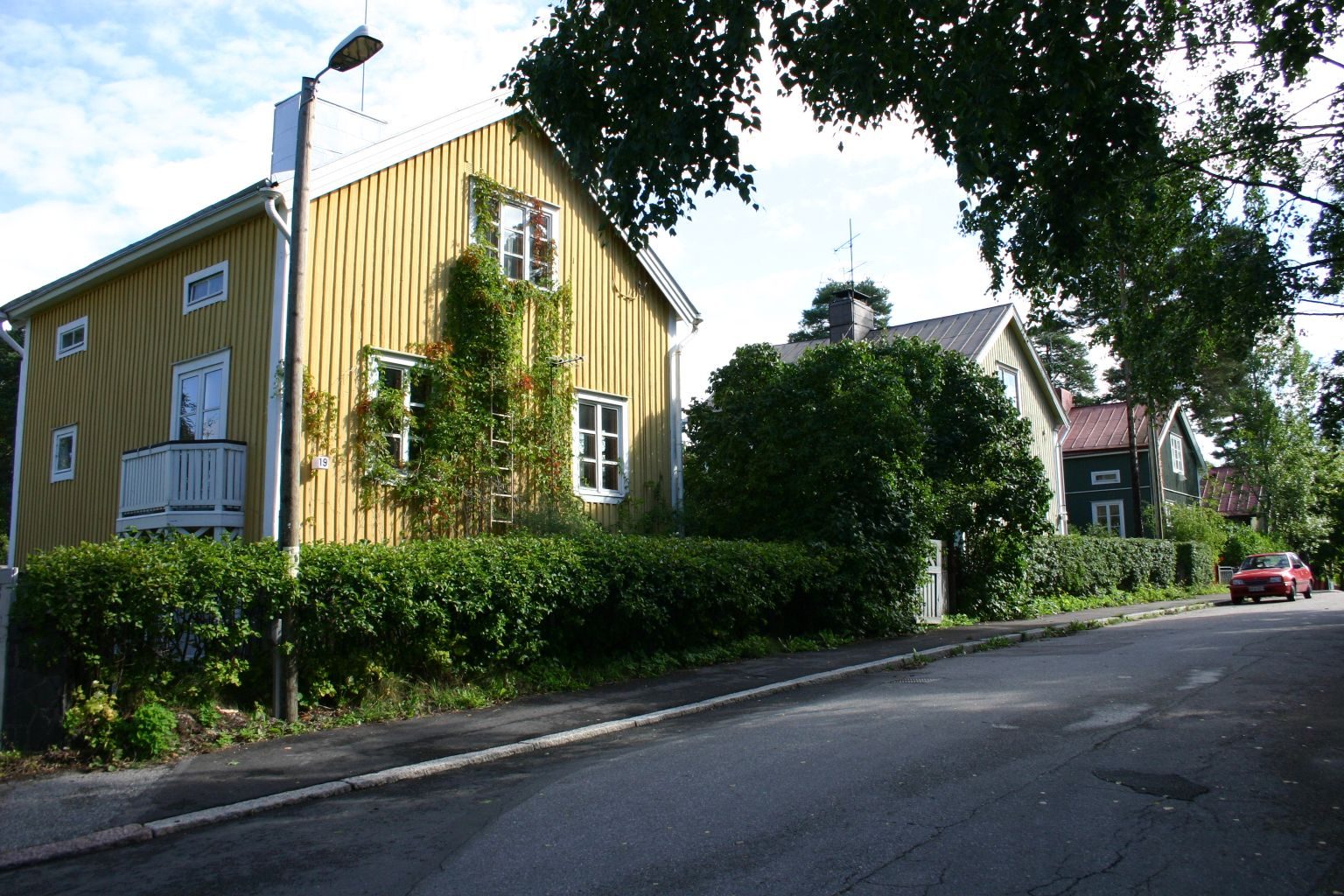
نمایی از تواوکولا

موقعیت تواوکولا در هلسینکی

تواوکولا ( سوئدی: Majstad) محله‌ای در هلسینکی فنلاند  درحدود ۴ کیلومتری شمال مرکز این شهر، در بندر وانهاکاوپونکیسلکلا است. تواوکولا بخشی از منطقه اداری وانهاکاوپونکی است.

## پیشینه
قدیمی ترین قسمت شهر بیشتر از ویلاهای چوبی و خانه های کوچک تشکیل شده است. در سالهای بعد  کنار دریا، منطقه جدیدتر آرابیان‌رانتا با بلوک های برج مدرن ساخته شد.

## منابع

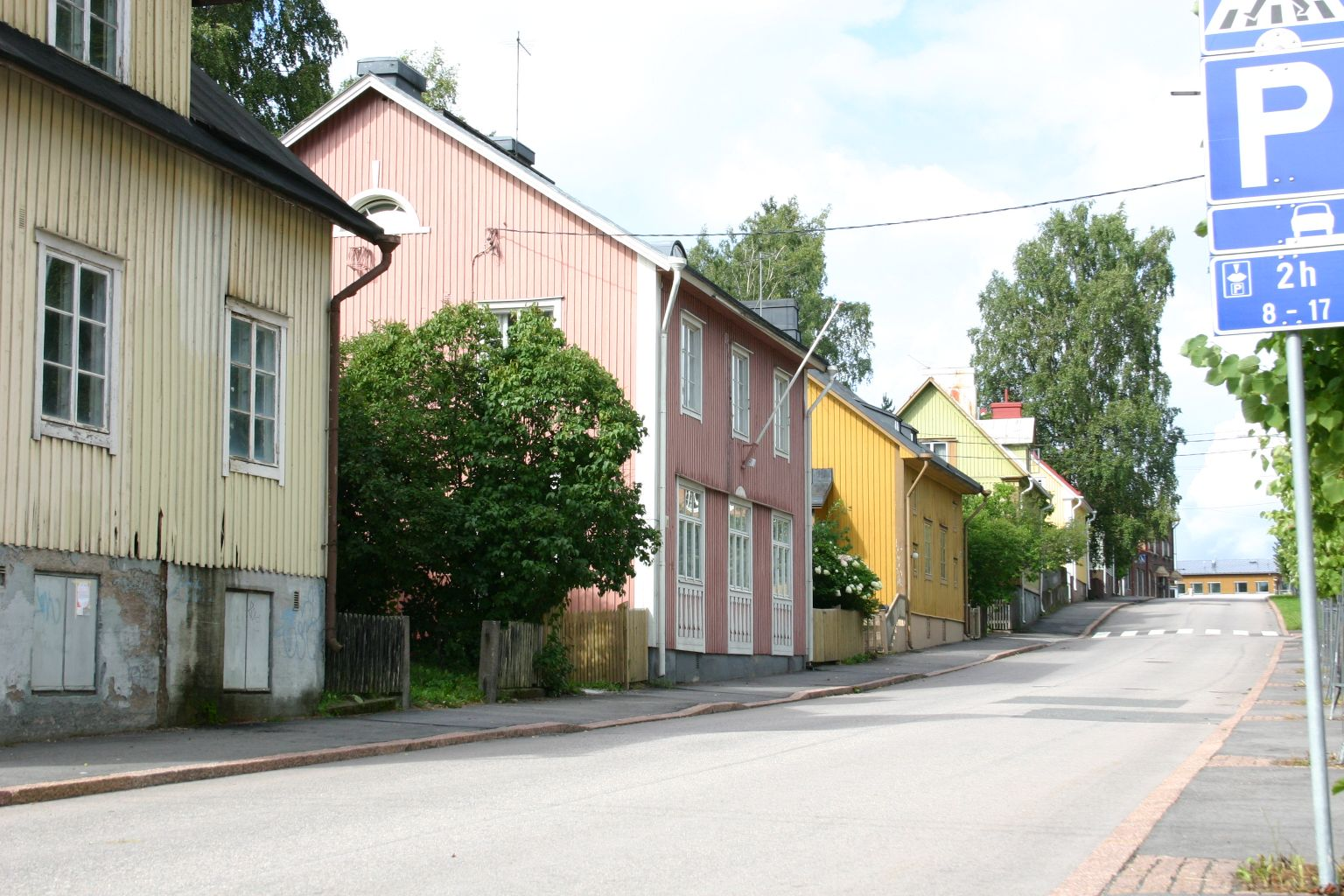
خیابانی درتواوکولا